# Ron Wynn
Ron Wynn es crítico musical estadounidense, autor y editor del portal web AllMusic.

## Trayectoria
Wynn fue el editor de la primera edición de The All Music Guide to Jazz en 1994 y de 1993 a 1994 se desempeñó como editor de jazz y rap de All Music Guide. Trabajó como editor de New Memphis Star y como jefe de crítica musical de pop y jazz en Bridgeport Post-Telegram y en el Memphis Commercial Appeal. 
Wynn ha colaborado con publicaciones como Billboard, The Village Voice, Creem, Rock & Roll Disc, Living Blues, The Boston Phoenix y Rejoice. En 1985 publicó el libro biográfico The Tina Turner Story. Wynn ha contribuido con notas de línea en numerosos álbumes. Sus notas para The Soul of Country Music recibieron una nominación al Premio Grammy en 1998.
- Datos: Q7364565